# Arachosia

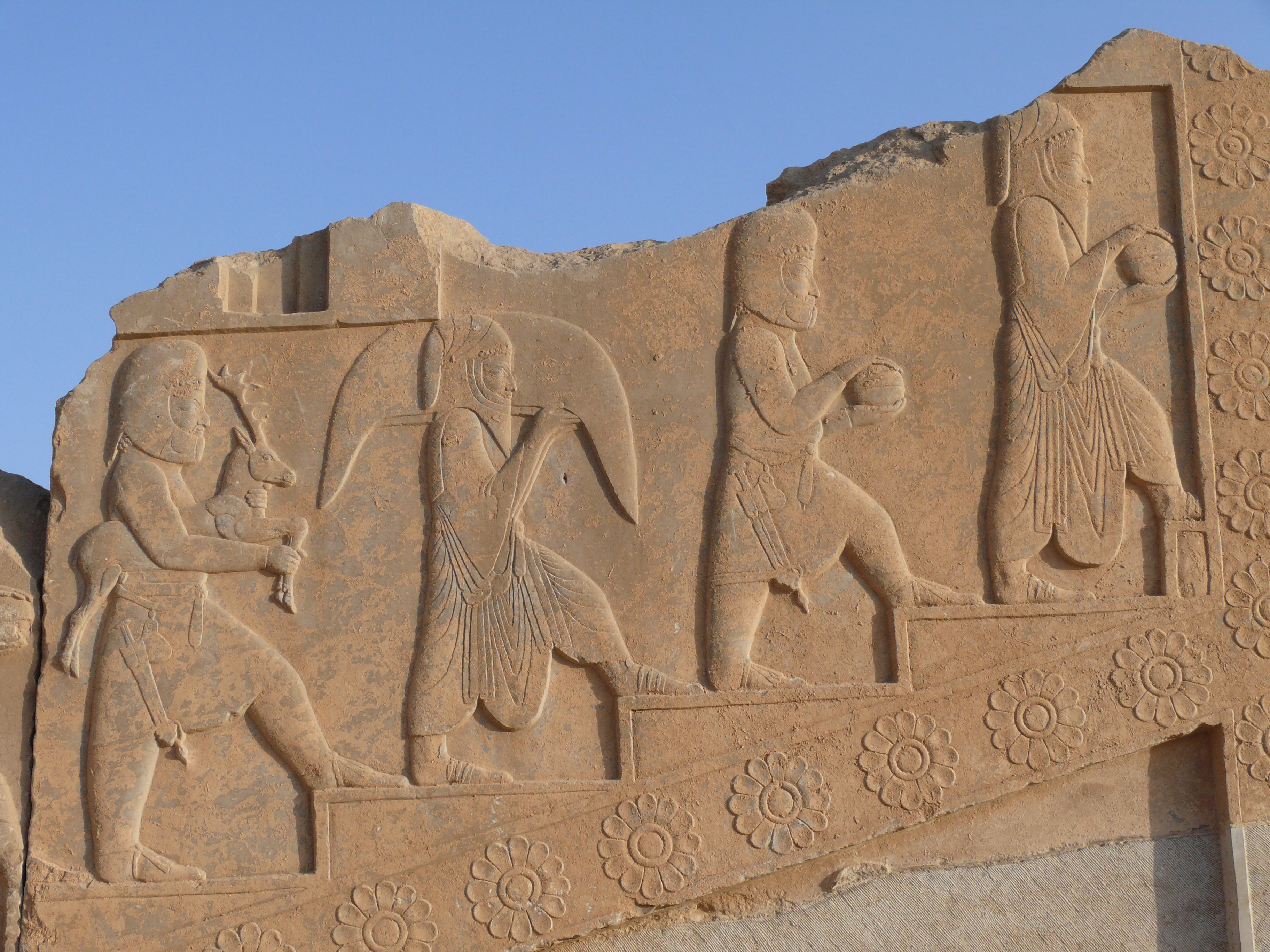
Các thầy tu Hỏa giáo người Arachosia mang theo tặng phẩm và động vật phục vụ cho một lễ hiến tế tại Persepolis

Arachosia /ærəˈkoʊsiə/ là tên gọi Hy Lạp hóa của một tỉnh (satrapy) cổ đại thuộc phần phía đông của lần lượt là Đế quốc Achaemenes, Đế quốc Seleukos, Đế quốc Parthia, Vương quốc Hy Lạp-Bactria, và Vương quốc Ấn-Scythia. Arachosia có trung tâm ở lưu vực Arghandab, phía nam Afghanistan ngày nay, dù ảnh hưởng của nó từng tỏa về phía đông đến sông Ấn. Con sông chính của Arachosia từng được gọi là Arachōtós, ngày nay là sông Arghandab, một nhánh của sông Helmand. Thủ phủ Arachosia từng được gọi là Alexandria Arachosia hoặc Alexandropolis và hiện thuộc thành phố Kandahar của Afghanistan. Arachosia từng là một phần của vùng Ariana cổ đại.